# Kwarcowe monzogabro
Kwarcowe monzogabro – średnio- lub gruboziarnista zasadowa skała magmowa głębinowa. Jest skałą przejściową między kwarcowym monzonitem a kwarcowym gabrem. Zawiera 70–90% plagioklazów w stosunku do skaleni potasowych (10–30%), 5–20% kwarcu, 25–60% minerałów ciemnych. Na diagramie klasyfikacyjnym QAPF kwarcowe monzogabro zajmuje wraz z kwarcowym monzodiorytem pole 9*.

## Skład mineralny
Plagioklazy (oligoklaz-andezyn), kwarc, pirokseny (augit, diopsyd, hipersten), ortoklaz, mikroklin, kwarc (w ilości do 5%), amfibole, biotyt. Minerały akcesoryczne: ilmenit, magnetyt, tytanit, rutyl, apatyt, granaty, korund.

## Cechy zewnętrzne
Barwa szara, szarozielona, zielona, zielonoczarna. Przełam nierówny, ziarnisty.

## Budowa wewnętrzna
Jawnokrystaliczna, równo-różnokrystaliczna, drobno-, średnio-, grubokrystaliczna, bezładna, rzadko kierunkowa, zbita.